# Karen Pickering
Karen Pickering, née le 19 décembre 1971 à Hove, est une ancienne nageuse britannique.

## Carrière
Enfant, on lui diagnostique de l'asthme mais elle décide quand même de se lancer dans le sport de haut niveau.
Durant sa carrière, elle participe à 4 Jeux olympiques dont la première fois en 1992 à Barcelone. Lors de ses diverses participations aux Jeux du Commonwealth, elle remporte 13 médailles dont 4 en or. Elle est également 38 fois championne du Royaume-Uni.
Après avoir pris sa retraite sportive en 2005, elle devient commentatrice sportive pour la BBC Radio 5 Live et Channel 4 et ouvre une école de natation. Elle fonde également la The Karen Pickering SWIM Foundation. En 2004 et 2006, elle est membre de la British Athletes Commission.

## Récompenses
- 2004 : Membre de l'Ordre de l'Empire britannique[6]